# Giuseppe Oddo
Giuseppe Oddo (Castelbuono, 16 settembre 1952) è un giornalista e blogger italiano di economia. È stato inviato de "Il Sole 24 Ore" dal luglio 1997 fino al dicembre 2015. In precedenza ha lavorato per quattordici anni al settimanale "Mondo Economico". Ha collaborato con "L'Espresso" e con "Business Insider Italia". Scrive per "Mf" e gestisce il blog "Finanza e Potere". Negli ultimi anni ha intensificato la produzione saggistica.

## Biografia
Autore di grandi inchieste, ha raccontato fatti e misfatti delle più grandi imprese private e pubbliche e le principali vicende dell'economia nazionale, sia sul versante dell'industria sia su quello della finanza e della politica.
Ha pubblicato con Giovanni Pons L'Affare Telecom. Il caso politico-finanziario più clamoroso della Seconda Repubblica (Sperling & Kupfer 2002 e 2005) e L'intrigo. Banche e risparmiatori nell'era Fazio (Feltrinelli 2005), con Angelo Mincuzzi Opus Dei, il segreto dei soldi. Dentro i misteri dell'omicidio Roveraro (Feltrinelli 2011) e con Andrea Greco Lo Stato parallelo. La prima inchiesta sull'Eni tra politica, servizi segreti, scandali finanziari e nuove guerre, (Chiarelettere 2016). Ha curato per Feltrinelli il saggio di Franco Bernabè A conti fatti. Quarant'anni di capitalismo italiano (giugno 2020). Sempre con la Serie Bianca di Feltrinelli ha pubblicato: nell'ottobre 2022 L'Italia nel petrolio. Mattei, Cefis, Pasolini e il sogno infranto dell'indipendenza energetica, un saggio storico-economico-politico sulle origini della questione energetica italiana, e nell'ottobre 2023 L'arma del gas. L'Europa nella morsa delle guerre per l'energia (coautore Andrea Greco), sull'impatto della guerra in Ucraina sulla sicurezza energetica dell'Europa.
Per i suoi libri ha ricevuto prestigiosi riconoscimenti. Nel 2008 è risultato vincitore del "Premio giornalismo d'inchiesta Marco Nozza" e il 19 novembre 2016 gli è stato conferito a Marzabotto, alla presenza del presidente del Senato Pietro Grasso, il premio "Giustizia e verità - Franco Giustolisi".
Oddo ha tra l'altro gestito per Il Sole 24 Ore dal novembre 2001, prima data di uscita, fino al maggio 2015, ultima data di pubblicazione - l'"Analisi trimestrale dei bilanci" delle principali imprese italiane quotate in Borsa, realizzata in collaborazione con R&S, la società di ricerche e studi di Mediobanca.

## Opere
- (con Giovanni Pons) L'affare Telecom. Il caso politico-finanziario più  clamoroso della Seconda Repubblica, 2002.
- (con Giovanni Pons) L'intrigo. Banche e risparmiatori nell'era Fazio, 2005
- (con Angelo Mincuzzi) Opus Dei, il segreto dei soldi. Dentro i misteri dell'omicidio Roveraro, 2011
- (con Andrea Greco) Lo Stato parallelo. La prima inchiesta sull'Eni, 2018
- (con Franco Bernabè) A conti fatti: Quarant'anni di capitalismo italiano, 2020
- (con Riccardo Antoniani) L'Italia nel petrolio. Mattei, Cefis, Pasolini e il sogno infranto dell'indipendenza energetica, 2022
- (con Andrea Greco) L'arma del gas. L'Europa nella morsa delle guerre per l'energia, 2023